# Georg Zellhofer
Georg Zellhofer (* 25. August 1960 in Waidhofen an der Ybbs) ist ein ehemaliger österreichischer Fußballspieler und jetziger -trainer sowie -funktionär.

## Karriere

### Als Spieler
Zellhofer spielte von 1977 bis 1992 in der österreichischen Bundesliga bei den Vereinen SK Vorwärts Steyr, VOEST Linz, SK Sturm Graz und LASK und absolvierte 196 Spiele in der höchsten österreichischen Spielklasse. Nach seiner Karriere als Fußballspieler begann er erfolgreich als Trainer in Österreich zu arbeiten.

### Als Trainer und Funktionär
Im Juli 1996 übernahm er das Traineramt des SV Pasching und führte den Verein in nur 6 Saisonen von der zweiten Landesliga (fünfthöchste Spielklasse) in die Bundesliga. In der ersten Saison in der Bundesliga (2002/03) war Pasching zeitweise Tabellenführer und beendete die Saison schließlich auf Platz fünf. Im Juli 2003 zog sich Zellhofer aus gesundheitlichen Gründen kurzfristig als Trainer von Pasching zurück, übernahm sein Amt aber bereits im Jänner 2004 wieder. In den Saisonen 2003/04 und 2004/05 erreichte er mit Pasching die Plätze drei und vier und schaffte damit jeweils die Qualifikation für den UEFA-Cup.
Von 1. Jänner 2006 bis 27. August 2006 war Zellhofer Trainer beim SK Rapid Wien, wo er die Nachfolge von Josef Hickersberger antrat, wurde aber aufgrund der schlechten Ergebnisse entlassen.
Am 23. Oktober 2006 wurde Georg Zellhofer als Nachfolger von Frenkie Schinkels bei Rapids Erzrivalen FK Austria Wien als Trainer vorgestellt. Sein erstes Pflichtspiel bei der Austria als Trainer gegen Wacker Tirol gewann er mit 4:1. Nachdem Austria Wien in der Saison 2006/2007 lange Zeit mit Abstiegssorgen kämpfte und auf dem letzten Tabellenrang überwinterte, führte er sein Team am 1. Mai 2007 zum Sieg im nationalen Pokalfinale (2:1 gegen den SV Mattersburg) und fixierte damit seinen ersten Titel als Vereinstrainer. Dies bedeutete zugleich die Qualifikation für den UEFA-Cup. In der Meisterschaft verbesserte sich sein Team bis Saisonende noch auf Rang sechs.
Am 19. März 2008 wurde die Zusammenarbeit mit FK Austria Magna aufgelöst, sein Nachfolger wurde Dietmar Constantini. Im Sommer 2008 war Zellhofer kurzfristig Trainer beim Bundesligisten SV Ried; Zellhofer war aber mit der Kaderzusammenstellung nicht zufrieden, unterzeichnete keinen Vertrag und verließ den Verein noch vor Saisonbeginn. Im Jänner 2009 unterschrieb er beim SCR Altach einen Vertrag bis Sommer 2009.
Nachdem er mit seinem Klub den Abstieg nicht verhindern konnte, beendete er sein Engagement in Altach und heuerte zunächst nur als Berater seines langjährigen Vereins FC Pasching an, später wurde er Cheftrainer und beendete die Saison 2009/10 auf Platz eins der Regionalliga Mitte. Allerdings durfte der FC Pasching aus juristischen Gründen nicht in die Erste Liga aufsteigen.
Ende Juni 2010 nahm Zellhofer schließlich auf Vermittlung von Josef Hickersberger das Angebot, die Olympiaauswahl von Bahrain zu betreuen, an. Hickersberger selbst hatte Anfang Juni zum wiederholten Male die A-Nationalmannschaft Bahrains übernommen.
Im November trennten sich die Wege Zellhofers und der U23-Auswahl Bahrains jedoch wieder. Wenige Tage später, am 11. November 2010 unterzeichnete Zellhofer einen Vertrag beim oberösterreichischen Traditionsklub LASK Linz. Bereits am 1. März wurde er beim LASK wegen weiterhin anhaltender Erfolglosigkeit entlassen und durch Walter Schachner ersetzt. Im Jänner 2013 wurde Zellhofer Sportdirektor beim Zweitligisten Altach, bei dem er bereits 2009 Trainer gewesen war. Mit den Altachern stieg er 2014 wieder in die Bundesliga auf. Nach sechseinhalb Jahren bei den Vorarlbergern verließ er den Verein im September 2019. Im Juli 2020 übernahm er den Sportdirekor-Posten beim SKN St. Pölten. Nach der Beurlaubung von Robert Ibertsberger wurde er im April 2021 zusätzlich auch noch interimistisch Cheftrainer des SKN. Nach fünf Partien als Interimstrainer wurde er noch im selben Monat von Gerald Baumgartner abgelöst.

## Persönliches
Seine Tochter Alina arbeitet als Moderatorin für den ORF Sport. Sein Sohn Alexander (* 1994) wurde ebenfalls Fußballtrainer.

## Erfolge als Trainer
SV Pasching
- Aufstieg in die Bundesliga
- UEFA-Cup-Qualifikation
- UI-Cup (Sieg gegen Werder Bremen, Finalteilnahme)

Austria Wien
- Sieg im ÖFB-Cup ("Stiegl-Cup") 2007 (im Finale gegen SV Mattersburg)
- Einzug in die Gruppenphase des UEFA-Cups 2007/2008